# Internazionali di Francia 1952 - Doppio maschile
Il doppio maschile del torneo di tennis Internazionali di Francia 1952 si è disputato dal 20 maggio al 1º giugno sui campi in terra rossa dello stadio Roland Garros di Parigi in Francia.
Frank Sedgman e Ken McGregor già campioni l'anno precedente sono riusciti a difendere il titolo sconfiggendo in finale Gardnar Mulloy e Dick Savitt col punteggio di 6–3, 6–4, 6–4.

## Tabellone

### Legenda
| - Q = Qualificato - WC = Wild card - LL = Lucky loser | - ALT = Alternate - SE = Special Exempt - PR = Protected Ranking | - w/o = Walkover - r = Ritirato - d = Squalificato |

### Finali
|  | Semifinali                  | Semifinali                  | Semifinali                  | Semifinali                  | Semifinali | Semifinali | Semifinali |  |  | Finale                     | Finale                     | Finale                     | Finale                     | Finale | Finale | Finale |  |
|  |                             |                             |                             |                             |            |            |            |  |  |                            |                            |                            |                            |        |        |        |  |
|  | Gardnar Mulloy Dick Savitt  | Gardnar Mulloy Dick Savitt  | Gardnar Mulloy Dick Savitt  | Gardnar Mulloy Dick Savitt  | 6          | 6          | 8          |  |  |                            |                            |                            |                            |        |        |        |  |
|  | Jaroslav Drobný Budge Patty | Jaroslav Drobný Budge Patty | Jaroslav Drobný Budge Patty | Jaroslav Drobný Budge Patty | 3          | 4          | 6          |  |  | Gardnar Mulloy Dick Savitt | Gardnar Mulloy Dick Savitt | Gardnar Mulloy Dick Savitt | Gardnar Mulloy Dick Savitt | 3      | 4      | 4      |  |
|  | Lew Hoad Ken Rosewall       | Lew Hoad Ken Rosewall       | Lew Hoad Ken Rosewall       | 4                           | 3          | 6          | 0          |  |  | Frank Sedgman Ken McGregor | Frank Sedgman Ken McGregor | Frank Sedgman Ken McGregor | Frank Sedgman Ken McGregor | 6      | 6      | 6      |  |
|  | Frank Sedgman Ken McGregor  | Frank Sedgman Ken McGregor  | Frank Sedgman Ken McGregor  | 6                           | 6          | 3          | 6          |  |  |                            |                            |                            |                            |        |        |        |  |

### Parte alta

#### Sezione 1
|  | Primo turno                          | Primo turno                          | Primo turno                          | Primo turno                          | Primo turno                     | Primo turno                     | Primo turno |  |  | Secondo turno                        | Secondo turno                        | Secondo turno                        | Secondo turno                  | Secondo turno               | Secondo turno               | Secondo turno |   |   | Terzo turno                | Terzo turno                | Terzo turno                    | Terzo turno                    | Terzo turno | Terzo turno | Terzo turno |   |   | Quarti di finale | Quarti di finale | Quarti di finale | Quarti di finale | Quarti di finale | Quarti di finale | Quarti di finale |  |
|  |                                      |                                      |                                      |                                      |                                 |                                 |             |  |  |                                      |                                      |                                      |                                |                             |                             |               |   |   |                            |                            |                                |                                |             |             |             |   |   |                  |                  |                  |                  |                  |                  |                  |  |
|  |                                      |                                      |                                      |                                      |                                 |                                 |             |  |  | Gardnar Mulloy Dick Savitt           | Gardnar Mulloy Dick Savitt           | Gardnar Mulloy Dick Savitt           | Gardnar Mulloy Dick Savitt     | 6                           | 6                           | 7             |   |   |                            |                            |                                |                                |             |             |             |   |   |                  |                  |                  |                  |                  |                  |                  |  |
|  |                                      |                                      |                                      |                                      |                                 |                                 |             |  |  | Basil Katz Owen Williams             | Basil Katz Owen Williams             | Basil Katz Owen Williams             | Basil Katz Owen Williams       | 2                           | 2                           | 5             |   |   |                            |                            |                                |                                |             |             |             |   |   |                  |                  |                  |                  |                  |                  |                  |  |
|  |                                      |                                      |                                      |                                      |                                 |                                 |             |  |  |                                      |                                      |                                      |                                |                             |                             |               |   |   | Gardnar Mulloy Dick Savitt | Gardnar Mulloy Dick Savitt | Gardnar Mulloy Dick Savitt     | Gardnar Mulloy Dick Savitt     | 6           | 7           | 6           |   |   |                  |                  |                  |                  |                  |                  |                  |  |
|  |                                      |                                      |                                      |                                      |                                 |                                 |             |  |  |                                      |                                      | Luis Ayala Ricardo Balbiers          | Luis Ayala Ricardo Balbiers    | Luis Ayala Ricardo Balbiers | Luis Ayala Ricardo Balbiers | 3             | 5 | 3 |                            |                            |                                |                                |             |             |             |   |   |                  |                  |                  |                  |                  |                  |                  |  |
|  |                                      |                                      |                                      |                                      |                                 |                                 |             |  |  | Narendra Nath Eduardo Soriano        | Narendra Nath Eduardo Soriano        | Narendra Nath Eduardo Soriano        | Narendra Nath Eduardo Soriano  | 3                           | 4                           | 4             |   |   |                            |                            |                                |                                |             |             |             |   |   |                  |                  |                  |                  |                  |                  |                  |  |
|  | Luis Ayala Ricardo Balbiers          | Luis Ayala Ricardo Balbiers          | Luis Ayala Ricardo Balbiers          | Luis Ayala Ricardo Balbiers          | 6                               | 6                               | 6           |  |  | Luis Ayala Ricardo Balbiers          | Luis Ayala Ricardo Balbiers          | Luis Ayala Ricardo Balbiers          | Luis Ayala Ricardo Balbiers    | 6                           | 6                           | 6             |   |   |                            |                            |                                |                                |             |             |             |   |   |                  |                  |                  |                  |                  |                  |                  |  |
|  | G. Larcade Michel Larcade            | G. Larcade Michel Larcade            | G. Larcade Michel Larcade            | G. Larcade Michel Larcade            | 3                               | 2                               | 0           |  |  |                                      |                                      |                                      |                                |                             |                             |               |   |   | Gardnar Mulloy Dick Savitt | Gardnar Mulloy Dick Savitt | 12                             | 6                              | 6           | 4           | 6           |   |   |                  |                  |                  |                  |                  |                  |                  |  |
|  | Felicisimo Ampon Straight Clark      | Felicisimo Ampon Straight Clark      | Felicisimo Ampon Straight Clark      | Felicisimo Ampon Straight Clark      | Felicisimo Ampon Straight Clark | Felicisimo Ampon Straight Clark | w/o         |  |  |                                      |                                      |                                      |                                |                             |                             |               |   |   |                            |                            | Robert Abdesselam Jean Borotra | Robert Abdesselam Jean Borotra | 14          | 4           | 1           | 6 | 3 |                  |                  |                  |                  |                  |                  |                  |  |
|  | Richard Cohen Francois Huszar        | Richard Cohen Francois Huszar        | Richard Cohen Francois Huszar        | Richard Cohen Francois Huszar        | Richard Cohen Francois Huszar   | Richard Cohen Francois Huszar   |             |  |  | Felicisimo Ampon Straight Clark      | Felicisimo Ampon Straight Clark      | Felicisimo Ampon Straight Clark      | 6                              | 5                           | 8                           | 1             |   |   |                            |                            |                                |                                |             |             |             |   |   |                  |                  |                  |                  |                  |                  |                  |  |
|  | Kurt Nielsen Torben Ulrich           | Kurt Nielsen Torben Ulrich           | Kurt Nielsen Torben Ulrich           | Kurt Nielsen Torben Ulrich           | 10                              | 19                              | 6           |  |  | Kurt Nielsen Torben Ulrich           | Kurt Nielsen Torben Ulrich           | Kurt Nielsen Torben Ulrich           | 4                              | 7                           | 10                          | 6             |   |   |                            |                            |                                |                                |             |             |             |   |   |                  |                  |                  |                  |                  |                  |                  |  |
|  | Josip Palada Vladimir Petrović       | Josip Palada Vladimir Petrović       | Josip Palada Vladimir Petrović       | Josip Palada Vladimir Petrović       | 8                               | 17                              | 2           |  |  |                                      |                                      |                                      |                                |                             |                             |               |   |   | Kurt Nielsen Torben Ulrich | Kurt Nielsen Torben Ulrich | 6                              | 5                              | 6           | 4           | 5           |   |   |                  |                  |                  |                  |                  |                  |                  |  |
|  | Jean-Pierre Froment Fernando Olozaga | Jean-Pierre Froment Fernando Olozaga | Jean-Pierre Froment Fernando Olozaga | Jean-Pierre Froment Fernando Olozaga | 6                               | 6                               | 6           |  |  |                                      |                                      | Robert Abdesselam Jean Borotra       | Robert Abdesselam Jean Borotra | 2                           | 7                           | 4             | 6 | 7 |                            |                            |                                |                                |             |             |             |   |   |                  |                  |                  |                  |                  |                  |                  |  |
|  | Jacques Iemetti Marcel Schaff        | Jacques Iemetti Marcel Schaff        | Jacques Iemetti Marcel Schaff        | Jacques Iemetti Marcel Schaff        | 4                               | 2                               | 4           |  |  | Jean-Pierre Froment Fernando Olozaga | Jean-Pierre Froment Fernando Olozaga | Jean-Pierre Froment Fernando Olozaga | 5                              | 1                           | 8                           | 4             |   |   |                            |                            |                                |                                |             |             |             |   |   |                  |                  |                  |                  |                  |                  |                  |  |
|  | Robert Abdesselam Jean Borotra       | Robert Abdesselam Jean Borotra       | Robert Abdesselam Jean Borotra       | Robert Abdesselam Jean Borotra       | Robert Abdesselam Jean Borotra  | Robert Abdesselam Jean Borotra  | w/o         |  |  | Robert Abdesselam Jean Borotra       | Robert Abdesselam Jean Borotra       | Robert Abdesselam Jean Borotra       | 7                              | 6                           | 6                           | 6             |   |   |                            |                            |                                |                                |             |             |             |   |   |                  |                  |                  |                  |                  |                  |                  |  |
|  | Umberto Bergamo G. Scribani          |                                      |                                      |                                      |                                 |                                 |             |  |  |                                      |                                      |                                      |                                |                             |                             |               |   |   |                            |                            |                                |                                |             |             |             |   |   |                  |                  |                  |                  |                  |                  |                  |  |

#### Sezione 2
|  | Primo turno                              | Primo turno                              | Primo turno                              | Primo turno                              | Primo turno | Primo turno | Primo turno |  |  | Secondo turno               | Secondo turno               | Secondo turno               | Secondo turno               | Secondo turno               | Secondo turno               | Secondo turno |   |   | Terzo turno                 | Terzo turno                 | Terzo turno                 | Terzo turno                 | Terzo turno           | Terzo turno | Terzo turno |   |   | Quarti di finale | Quarti di finale | Quarti di finale | Quarti di finale | Quarti di finale | Quarti di finale | Quarti di finale |  |
|  |                                          |                                          |                                          |                                          |             |             |             |  |  |                             |                             |                             |                             |                             |                             |               |   |   |                             |                             |                             |                             |                       |             |             |   |   |                  |                  |                  |                  |                  |                  |                  |  |
|  | Jaroslav Drobný Budge Patty              | Jaroslav Drobný Budge Patty              | Jaroslav Drobný Budge Patty              | Jaroslav Drobný Budge Patty              | 6           | 6           | 6           |  |  |                             |                             |                             |                             |                             |                             |               |   |   |                             |                             |                             |                             |                       |             |             |   |   |                  |                  |                  |                  |                  |                  |                  |  |
|  | Christophe Lesage Robert van Meegeren    | Christophe Lesage Robert van Meegeren    | Christophe Lesage Robert van Meegeren    | Christophe Lesage Robert van Meegeren    | 0           | 0           | 0           |  |  | Jaroslav Drobný Budge Patty | Jaroslav Drobný Budge Patty | Jaroslav Drobný Budge Patty | Jaroslav Drobný Budge Patty | 6                           | 6                           | 6             |   |   |                             |                             |                             |                             |                       |             |             |   |   |                  |                  |                  |                  |                  |                  |                  |  |
|  |                                          |                                          |                                          |                                          |             |             |             |  |  | Pierre Pinart Trezel        | Pierre Pinart Trezel        | Pierre Pinart Trezel        | Pierre Pinart Trezel        | 2                           | 2                           | 0             |   |   |                             |                             |                             |                             |                       |             |             |   |   |                  |                  |                  |                  |                  |                  |                  |  |
|  |                                          |                                          |                                          |                                          |             |             |             |  |  |                             |                             |                             |                             |                             |                             |               |   |   | Jaroslav Drobný Budge Patty | Jaroslav Drobný Budge Patty | Jaroslav Drobný Budge Patty | Jaroslav Drobný Budge Patty | 6                     | 6           | 6           |   |   |                  |                  |                  |                  |                  |                  |                  |  |
|  | Enrique Buse Jost Spitzer                | Enrique Buse Jost Spitzer                | Enrique Buse Jost Spitzer                | Enrique Buse Jost Spitzer                | 6           | 6           | 6           |  |  |                             |                             | Roger Dubuc Gil de Kermadec | Roger Dubuc Gil de Kermadec | Roger Dubuc Gil de Kermadec | Roger Dubuc Gil de Kermadec | 1             | 3 | 3 |                             |                             |                             |                             |                       |             |             |   |   |                  |                  |                  |                  |                  |                  |                  |  |
|  | Gerard Pilet Jacques Sanglier            | Gerard Pilet Jacques Sanglier            | Gerard Pilet Jacques Sanglier            | Gerard Pilet Jacques Sanglier            | 2           | 2           | 3           |  |  | Enrique Buse Jost Spitzer   | Enrique Buse Jost Spitzer   | Enrique Buse Jost Spitzer   | Enrique Buse Jost Spitzer   | 2                           | 2                           | 1             |   |   |                             |                             |                             |                             |                       |             |             |   |   |                  |                  |                  |                  |                  |                  |                  |  |
|  | Roger Dubuc Gil de Kermadec              | Roger Dubuc Gil de Kermadec              | Roger Dubuc Gil de Kermadec              | 4                                        | 6           | 6           | 6           |  |  | Roger Dubuc Gil de Kermadec | Roger Dubuc Gil de Kermadec | Roger Dubuc Gil de Kermadec | Roger Dubuc Gil de Kermadec | 6                           | 6                           | 6             |   |   |                             |                             |                             |                             |                       |             |             |   |   |                  |                  |                  |                  |                  |                  |                  |  |
|  | Eugenio Saller Armando Vieira            | Eugenio Saller Armando Vieira            | Eugenio Saller Armando Vieira            | 6                                        | 3           | 4           | 1           |  |  |                             |                             |                             |                             |                             |                             |               |   |   | Jaroslav Drobný Budge Patty | Jaroslav Drobný Budge Patty | Jaroslav Drobný Budge Patty | 6                           | 15                    | 6           | 6           |   |   |                  |                  |                  |                  |                  |                  |                  |  |
|  | Mervyn Rose Don Candy                    | Mervyn Rose Don Candy                    | Mervyn Rose Don Candy                    | Mervyn Rose Don Candy                    | 6           | 7           | 6           |  |  |                             |                             |                             |                             |                             |                             |               |   |   |                             |                             | Mervyn Rose Don Candy       | Mervyn Rose Don Candy       | Mervyn Rose Don Candy | 3           | 13          | 8 | 3 |                  |                  |                  |                  |                  |                  |                  |  |
|  | Eduardo Argon Georges Glasser            | Eduardo Argon Georges Glasser            | Eduardo Argon Georges Glasser            | Eduardo Argon Georges Glasser            | 2           | 5           | 3           |  |  | Mervyn Rose Don Candy       | Mervyn Rose Don Candy       | Mervyn Rose Don Candy       | Mervyn Rose Don Candy       | 6                           | 6                           | 6             |   |   |                             |                             |                             |                             |                       |             |             |   |   |                  |                  |                  |                  |                  |                  |                  |  |
|  | Alain Lemyze Francis Nys                 | Alain Lemyze Francis Nys                 | Alain Lemyze Francis Nys                 | Alain Lemyze Francis Nys                 | 6           | 6           | 6           |  |  | Alain Lemyze Francis Nys    | Alain Lemyze Francis Nys    | Alain Lemyze Francis Nys    | Alain Lemyze Francis Nys    | 1                           | 0                           | 0             |   |   |                             |                             |                             |                             |                       |             |             |   |   |                  |                  |                  |                  |                  |                  |                  |  |
|  | Pierre Antoine Grandguillot Robert Laval | Pierre Antoine Grandguillot Robert Laval | Pierre Antoine Grandguillot Robert Laval | Pierre Antoine Grandguillot Robert Laval | 4           | 2           | 2           |  |  |                             |                             |                             |                             |                             |                             |               |   |   | Mervyn Rose Don Candy       | Mervyn Rose Don Candy       | Mervyn Rose Don Candy       | 7                           | 7                     | 4           | 6           |   |   |                  |                  |                  |                  |                  |                  |                  |  |
|  | Marcel Bernard Paul Remy                 | Marcel Bernard Paul Remy                 | Marcel Bernard Paul Remy                 | Marcel Bernard Paul Remy                 | 6           | 6           | 6           |  |  |                             |                             | Marcel Bernard Paul Remy    | Marcel Bernard Paul Remy    | Marcel Bernard Paul Remy    | 5                           | 5             | 6 | 3 |                             |                             |                             |                             |                       |             |             |   |   |                  |                  |                  |                  |                  |                  |                  |  |
|  | José Agüero Pedro-Fabio Guimaraes        | José Agüero Pedro-Fabio Guimaraes        | José Agüero Pedro-Fabio Guimaraes        | José Agüero Pedro-Fabio Guimaraes        | 0           | 0           | 1           |  |  | Marcel Bernard Paul Remy    | Marcel Bernard Paul Remy    | 6                           | 6                           | 1                           | 4                           | 6             |   |   |                             |                             |                             |                             |                       |             |             |   |   |                  |                  |                  |                  |                  |                  |                  |  |
|  | Irvin Dorfman Grant Golden               | Irvin Dorfman Grant Golden               | 6                                        | 3                                        | 6           | 6           | 6           |  |  | Irvin Dorfman Grant Golden  | Irvin Dorfman Grant Golden  | 4                           | 4                           | 6                           | 6                           | 3             |   |   |                             |                             |                             |                             |                       |             |             |   |   |                  |                  |                  |                  |                  |                  |                  |  |
|  | Anderson Derek Capell                    | Anderson Derek Capell                    | 4                                        | 6                                        | 4           | 8           | 1           |  |  |                             |                             |                             |                             |                             |                             |               |   |   |                             |                             |                             |                             |                       |             |             |   |   |                  |                  |                  |                  |                  |                  |                  |  |

### Parte bassa

#### Sezione 3
|  | Primo turno                                 | Primo turno                                 | Primo turno                                 | Primo turno                                 | Primo turno                      | Primo turno                      | Primo turno |  |  | Secondo turno                               | Secondo turno                               | Secondo turno                               | Secondo turno                 | Secondo turno                 | Secondo turno                 | Secondo turno         |                       |     | Terzo turno                      | Terzo turno                      | Terzo turno                      | Terzo turno                      | Terzo turno                 | Terzo turno                 | Terzo turno |    |   | Quarti di finale | Quarti di finale | Quarti di finale | Quarti di finale | Quarti di finale | Quarti di finale | Quarti di finale |  |
|  |                                             |                                             |                                             |                                             |                                  |                                  |             |  |  |                                             |                                             |                                             |                               |                               |                               |                       |                       |     |                                  |                                  |                                  |                                  |                             |                             |             |    |   |                  |                  |                  |                  |                  |                  |                  |  |
|  | Rolando Del Bello Giuseppe Merlo            | Rolando Del Bello Giuseppe Merlo            | Rolando Del Bello Giuseppe Merlo            | Rolando Del Bello Giuseppe Merlo            | Rolando Del Bello Giuseppe Merlo | Rolando Del Bello Giuseppe Merlo | w/o         |  |  |                                             |                                             |                                             |                               |                               |                               |                       |                       |     |                                  |                                  |                                  |                                  |                             |                             |             |    |   |                  |                  |                  |                  |                  |                  |                  |  |
|  | Bernard Destremau Jean Ducos                | Bernard Destremau Jean Ducos                | Bernard Destremau Jean Ducos                | Bernard Destremau Jean Ducos                | Bernard Destremau Jean Ducos     | Bernard Destremau Jean Ducos     |             |  |  | Rolando Del Bello Giuseppe Merlo            | Rolando Del Bello Giuseppe Merlo            | Rolando Del Bello Giuseppe Merlo            | 6                             | 6                             | 3                             | 6                     |                       |     |                                  |                                  |                                  |                                  |                             |                             |             |    |   |                  |                  |                  |                  |                  |                  |                  |  |
|  | Pierre Geelhand de Merxem Christian Grandet | Pierre Geelhand de Merxem Christian Grandet | Pierre Geelhand de Merxem Christian Grandet | Pierre Geelhand de Merxem Christian Grandet | 6                                | 7                                | 6           |  |  | Pierre Geelhand de Merxem Christian Grandet | Pierre Geelhand de Merxem Christian Grandet | Pierre Geelhand de Merxem Christian Grandet | 2                             | 4                             | 6                             | 4                     |                       |     |                                  |                                  |                                  |                                  |                             |                             |             |    |   |                  |                  |                  |                  |                  |                  |                  |  |
|  | Benny Berthet Philippe Chatrier             | Benny Berthet Philippe Chatrier             | Benny Berthet Philippe Chatrier             | Benny Berthet Philippe Chatrier             | 0                                | 5                                | 3           |  |  |                                             |                                             |                                             |                               |                               |                               |                       |                       |     | Rolando Del Bello Giuseppe Merlo | Rolando Del Bello Giuseppe Merlo | Rolando Del Bello Giuseppe Merlo | Rolando Del Bello Giuseppe Merlo | 3                           | 5                           | 4           |    |   |                  |                  |                  |                  |                  |                  |                  |  |
|  | Henri Pellizza Jacques Thomas               | Henri Pellizza Jacques Thomas               | Henri Pellizza Jacques Thomas               | Henri Pellizza Jacques Thomas               | 6                                | 6                                | 6           |  |  |                                             |                                             | Eric Sturgess Philippe Washer               | Eric Sturgess Philippe Washer | Eric Sturgess Philippe Washer | Eric Sturgess Philippe Washer | 6                     | 7                     | 6   |                                  |                                  |                                  |                                  |                             |                             |             |    |   |                  |                  |                  |                  |                  |                  |                  |  |
|  | Patricio Rodriguez Petko Milojkovic         | Patricio Rodriguez Petko Milojkovic         | Patricio Rodriguez Petko Milojkovic         | Patricio Rodriguez Petko Milojkovic         | 1                                | 1                                | 4           |  |  | Henri Pellizza Jacques Thomas               | Henri Pellizza Jacques Thomas               | Henri Pellizza Jacques Thomas               | Henri Pellizza Jacques Thomas | 1                             | 1                             | 3                     |                       |     |                                  |                                  |                                  |                                  |                             |                             |             |    |   |                  |                  |                  |                  |                  |                  |                  |  |
|  |                                             |                                             |                                             |                                             |                                  |                                  |             |  |  | Eric Sturgess Philippe Washer               | Eric Sturgess Philippe Washer               | Eric Sturgess Philippe Washer               | Eric Sturgess Philippe Washer | 6                             | 6                             | 6                     |                       |     |                                  |                                  |                                  |                                  |                             |                             |             |    |   |                  |                  |                  |                  |                  |                  |                  |  |
|  |                                             |                                             |                                             |                                             |                                  |                                  |             |  |  |                                             |                                             |                                             |                               |                               |                               |                       |                       |     | Eric Sturgess Philippe Washer    | Eric Sturgess Philippe Washer    | Eric Sturgess Philippe Washer    | 2                                | 6                           | 8                           | 2           |    |   |                  |                  |                  |                  |                  |                  |                  |  |
|  | Enrique Morea Alejo Russell                 | Enrique Morea Alejo Russell                 | Enrique Morea Alejo Russell                 | Enrique Morea Alejo Russell                 | 6                                | 6                                | 6           |  |  |                                             |                                             |                                             |                               |                               |                               |                       |                       |     |                                  |                                  | Lew Hoad Ken Rosewall            | Lew Hoad Ken Rosewall            | Lew Hoad Ken Rosewall       | 6                           | 3           | 10 | 6 |                  |                  |                  |                  |                  |                  |                  |  |
|  | Eugene Garrett Władysław Skonecki           | Eugene Garrett Władysław Skonecki           | Eugene Garrett Władysław Skonecki           | Eugene Garrett Władysław Skonecki           | 4                                | 4                                | 2           |  |  | Enrique Morea Alejo Russell                 | Enrique Morea Alejo Russell                 | Enrique Morea Alejo Russell                 | Enrique Morea Alejo Russell   | 6                             | 6                             | 7                     |                       |     |                                  |                                  |                                  |                                  |                             |                             |             |    |   |                  |                  |                  |                  |                  |                  |                  |  |
|  | Robert Haillet Ivan Molinari                | Robert Haillet Ivan Molinari                | Robert Haillet Ivan Molinari                | 2                                           | 6                                | 6                                | 6           |  |  | Robert Haillet Ivan Molinari                | Robert Haillet Ivan Molinari                | Robert Haillet Ivan Molinari                | Robert Haillet Ivan Molinari  | 2                             | 3                             | 5                     |                       |     |                                  |                                  |                                  |                                  |                             |                             |             |    |   |                  |                  |                  |                  |                  |                  |                  |  |
|  | Christian Boussus Harry Hopman              | Christian Boussus Harry Hopman              | Christian Boussus Harry Hopman              | 6                                           | 4                                | 1                                | 0           |  |  |                                             |                                             |                                             |                               |                               |                               |                       |                       |     | Enrique Morea Alejo Russell      | Enrique Morea Alejo Russell      | Enrique Morea Alejo Russell      | Enrique Morea Alejo Russell      | Enrique Morea Alejo Russell | Enrique Morea Alejo Russell |             |    |   |                  |                  |                  |                  |                  |                  |                  |  |
|  | Lew Hoad Ken Rosewall                       | Lew Hoad Ken Rosewall                       | Lew Hoad Ken Rosewall                       | 8                                           | 6                                | 5                                | 6           |  |  |                                             |                                             | Lew Hoad Ken Rosewall                       | Lew Hoad Ken Rosewall         | Lew Hoad Ken Rosewall         | Lew Hoad Ken Rosewall         | Lew Hoad Ken Rosewall | Lew Hoad Ken Rosewall | w/o |                                  |                                  |                                  |                                  |                             |                             |             |    |   |                  |                  |                  |                  |                  |                  |                  |  |
|  | Nigel Cockburn Leon Norgarb                 | Nigel Cockburn Leon Norgarb                 | Nigel Cockburn Leon Norgarb                 | 6                                           | 3                                | 7                                | 4           |  |  | Lew Hoad Ken Rosewall                       | Lew Hoad Ken Rosewall                       | Lew Hoad Ken Rosewall                       | 6                             | 8                             | 6                             | 7                     |                       |     |                                  |                                  |                                  |                                  |                             |                             |             |    |   |                  |                  |                  |                  |                  |                  |                  |  |
|  | Hamilton Richardson Tony Trabert            | Hamilton Richardson Tony Trabert            | Hamilton Richardson Tony Trabert            | Hamilton Richardson Tony Trabert            | 6                                | 6                                | 6           |  |  | Hamilton Richardson Tony Trabert            | Hamilton Richardson Tony Trabert            | Hamilton Richardson Tony Trabert            | 8                             | 6                             | 2                             | 5                     |                       |     |                                  |                                  |                                  |                                  |                             |                             |             |    |   |                  |                  |                  |                  |                  |                  |                  |  |
|  | Milan Branović Dragutin Mitić               | Milan Branović Dragutin Mitić               | Milan Branović Dragutin Mitić               | Milan Branović Dragutin Mitić               | 1                                | 2                                | 4           |  |  |                                             |                                             |                                             |                               |                               |                               |                       |                       |     |                                  |                                  |                                  |                                  |                             |                             |             |    |   |                  |                  |                  |                  |                  |                  |                  |  |

#### Sezione 4
|  | Primo turno                         | Primo turno                         | Primo turno                         | Primo turno                         | Primo turno                      | Primo turno                      | Primo turno |  |  | Secondo turno                       | Secondo turno                       | Secondo turno                       | Secondo turno                       | Secondo turno                       | Secondo turno              | Secondo turno |   |   | Terzo turno                         | Terzo turno                         | Terzo turno                         | Terzo turno                      | Terzo turno                | Terzo turno | Terzo turno |   |   | Quarti di finale | Quarti di finale | Quarti di finale | Quarti di finale | Quarti di finale | Quarti di finale | Quarti di finale |  |
|  |                                     |                                     |                                     |                                     |                                  |                                  |             |  |  |                                     |                                     |                                     |                                     |                                     |                            |               |   |   |                                     |                                     |                                     |                                  |                            |             |             |   |   |                  |                  |                  |                  |                  |                  |                  |  |
|  | Gottfried Von Cramm Rolf Göpfert    | Gottfried Von Cramm Rolf Göpfert    | Gottfried Von Cramm Rolf Göpfert    | Gottfried Von Cramm Rolf Göpfert    | Gottfried Von Cramm Rolf Göpfert | Gottfried Von Cramm Rolf Göpfert | w/o         |  |  |                                     |                                     |                                     |                                     |                                     |                            |               |   |   |                                     |                                     |                                     |                                  |                            |             |             |   |   |                  |                  |                  |                  |                  |                  |                  |  |
|  | Raymond Rodel Henri Zalzal          | Raymond Rodel Henri Zalzal          | Raymond Rodel Henri Zalzal          | Raymond Rodel Henri Zalzal          | Raymond Rodel Henri Zalzal       | Raymond Rodel Henri Zalzal       |             |  |  | Gottfried Von Cramm Rolf Göpfert    | Gottfried Von Cramm Rolf Göpfert    | 6                                   | 4                                   | 6                                   | 4                          | 6             |   |   |                                     |                                     |                                     |                                  |                            |             |             |   |   |                  |                  |                  |                  |                  |                  |                  |  |
|  | Tony Mottram Gerald Oakley          | Tony Mottram Gerald Oakley          | Tony Mottram Gerald Oakley          | Tony Mottram Gerald Oakley          | 7                                | 7                                | 6           |  |  | Tony Mottram Gerald Oakley          | Tony Mottram Gerald Oakley          | 3                                   | 6                                   | 4                                   | 6                          | 3             |   |   |                                     |                                     |                                     |                                  |                            |             |             |   |   |                  |                  |                  |                  |                  |                  |                  |  |
|  | Pierre Bardey R. Delarue            | Pierre Bardey R. Delarue            | Pierre Bardey R. Delarue            | Pierre Bardey R. Delarue            | 5                                | 5                                | 3           |  |  |                                     |                                     |                                     |                                     |                                     |                            |               |   |   | Gottfried Von Cramm Rolf Göpfert    | Gottfried Von Cramm Rolf Göpfert    | Gottfried Von Cramm Rolf Göpfert    | 1                                | 6                          | 4           | 1           |   |   |                  |                  |                  |                  |                  |                  |                  |  |
|  |                                     |                                     |                                     |                                     |                                  |                                  |             |  |  |                                     |                                     | Giovanni Cucelli Marcello Del Bello | Giovanni Cucelli Marcello Del Bello | Giovanni Cucelli Marcello Del Bello | 6                          | 1             | 6 | 6 |                                     |                                     |                                     |                                  |                            |             |             |   |   |                  |                  |                  |                  |                  |                  |                  |  |
|  |                                     |                                     |                                     |                                     |                                  |                                  |             |  |  | Guy Delhomme Marcel Lemasson        | Guy Delhomme Marcel Lemasson        | Guy Delhomme Marcel Lemasson        | Guy Delhomme Marcel Lemasson        | 1                                   | 1                          | 1             |   |   |                                     |                                     |                                     |                                  |                            |             |             |   |   |                  |                  |                  |                  |                  |                  |                  |  |
|  | Giovanni Cucelli Marcello Del Bello | Giovanni Cucelli Marcello Del Bello | Giovanni Cucelli Marcello Del Bello | Giovanni Cucelli Marcello Del Bello | 6                                | 6                                | 6           |  |  | Giovanni Cucelli Marcello Del Bello | Giovanni Cucelli Marcello Del Bello | Giovanni Cucelli Marcello Del Bello | Giovanni Cucelli Marcello Del Bello | 6                                   | 6                          | 6             |   |   |                                     |                                     |                                     |                                  |                            |             |             |   |   |                  |                  |                  |                  |                  |                  |                  |  |
|  | Jean Becker Jean-Pierre Blondel     | Jean Becker Jean-Pierre Blondel     | Jean Becker Jean-Pierre Blondel     | Jean Becker Jean-Pierre Blondel     | 1                                | 1                                | 4           |  |  |                                     |                                     |                                     |                                     |                                     |                            |               |   |   | Giovanni Cucelli Marcello Del Bello | Giovanni Cucelli Marcello Del Bello | Giovanni Cucelli Marcello Del Bello | 4                                | 3                          | 6           | 4           |   |   |                  |                  |                  |                  |                  |                  |                  |  |
|  | Carlos San Hueza Marcelo Taverne    | Carlos San Hueza Marcelo Taverne    | Carlos San Hueza Marcelo Taverne    | Carlos San Hueza Marcelo Taverne    | 6                                | 6                                | 6           |  |  |                                     |                                     |                                     |                                     |                                     |                            |               |   |   |                                     |                                     | Frank Sedgman Ken McGregor          | Frank Sedgman Ken McGregor       | Frank Sedgman Ken McGregor | 6           | 6           | 4 | 6 |                  |                  |                  |                  |                  |                  |                  |  |
|  | B. Blonquist Borje Fornstedt        | B. Blonquist Borje Fornstedt        | B. Blonquist Borje Fornstedt        | B. Blonquist Borje Fornstedt        | 3                                | 3                                | 3           |  |  | Carlos San Hueza Marcelo Taverne    | Carlos San Hueza Marcelo Taverne    | Carlos San Hueza Marcelo Taverne    | Carlos San Hueza Marcelo Taverne    | 6                                   | 6                          | 8             |   |   |                                     |                                     |                                     |                                  |                            |             |             |   |   |                  |                  |                  |                  |                  |                  |                  |  |
|  |                                     |                                     |                                     |                                     |                                  |                                  |             |  |  | Gino Mezzi Jacques Peten            | Gino Mezzi Jacques Peten            | Gino Mezzi Jacques Peten            | Gino Mezzi Jacques Peten            | 4                                   | 0                          | 6             |   |   |                                     |                                     |                                     |                                  |                            |             |             |   |   |                  |                  |                  |                  |                  |                  |                  |  |
|  |                                     |                                     |                                     |                                     |                                  |                                  |             |  |  |                                     |                                     |                                     |                                     |                                     |                            |               |   |   | Carlos San Hueza Marcelo Taverne    | Carlos San Hueza Marcelo Taverne    | Carlos San Hueza Marcelo Taverne    | Carlos San Hueza Marcelo Taverne | 3                          | 1           | 1           |   |   |                  |                  |                  |                  |                  |                  |                  |  |
|  |                                     |                                     |                                     |                                     |                                  |                                  |             |  |  |                                     |                                     | Frank Sedgman Ken McGregor          | Frank Sedgman Ken McGregor          | Frank Sedgman Ken McGregor          | Frank Sedgman Ken McGregor | 6             | 6 | 6 |                                     |                                     |                                     |                                  |                            |             |             |   |   |                  |                  |                  |                  |                  |                  |                  |  |
|  |                                     |                                     |                                     |                                     |                                  |                                  |             |  |  | Frank Sedgman Ken McGregor          | Frank Sedgman Ken McGregor          | Frank Sedgman Ken McGregor          | Frank Sedgman Ken McGregor          | 6                                   | 6                          | 6             |   |   |                                     |                                     |                                     |                                  |                            |             |             |   |   |                  |                  |                  |                  |                  |                  |                  |  |
|  |                                     |                                     |                                     |                                     |                                  |                                  |             |  |  | Adel Ismail A. Sursock              | Adel Ismail A. Sursock              | Adel Ismail A. Sursock              | Adel Ismail A. Sursock              | 0                                   | 3                          | 1             |   |   |                                     |                                     |                                     |                                  |                            |             |             |   |   |                  |                  |                  |                  |                  |                  |                  |  |